# Karla MacFarlane
Karla MacFarlane est une femme politique canadienne, néo-écossaise.
Elle est élue à l'Assemblée législative de la Nouvelle-Écosse dans la circonscription de Pictou-Ouest aux élections de 2013 et elle est réélue en 2017 et en 2021.
Karla MacFarlane devient cheffe par intérim du Parti progressiste-conservateur de la Nouvelle-Écosse et cheffe de l'opposition officielle après que Jamie Baillie a démissionné et renoncé à son siège à l'Assemblée législative en janvier 2018 à la suite d'allégations d'inconduite sexuelle.
En 2021, elle est nommée ministre des Services communautaires et des Affaires L’nu et ministre responsable du Conseil consultatif sur la condition féminine et, en 2023, elle est la première femme à accéder à la présidence de l'Assemblée législative de la Nouvelle-Écosse.
En 2024, Karla MacFarlane annonce son intention de mettre fin à sa carrière politique. Elle avait présenté en 2023 une résolution à l'Assemblée législative affirmant qu'Elizabeth Smith-McCrossin avait induit l'Assemblée législative en erreur dans ses commentaires concernant Jamie Baillie.